# تشارلي ويد
تشارلي ويد (بالإنجليزية: Charlie Wade)‏ هو مدرب رياضي أمريكي، ولد في 1963.